# Daisugi

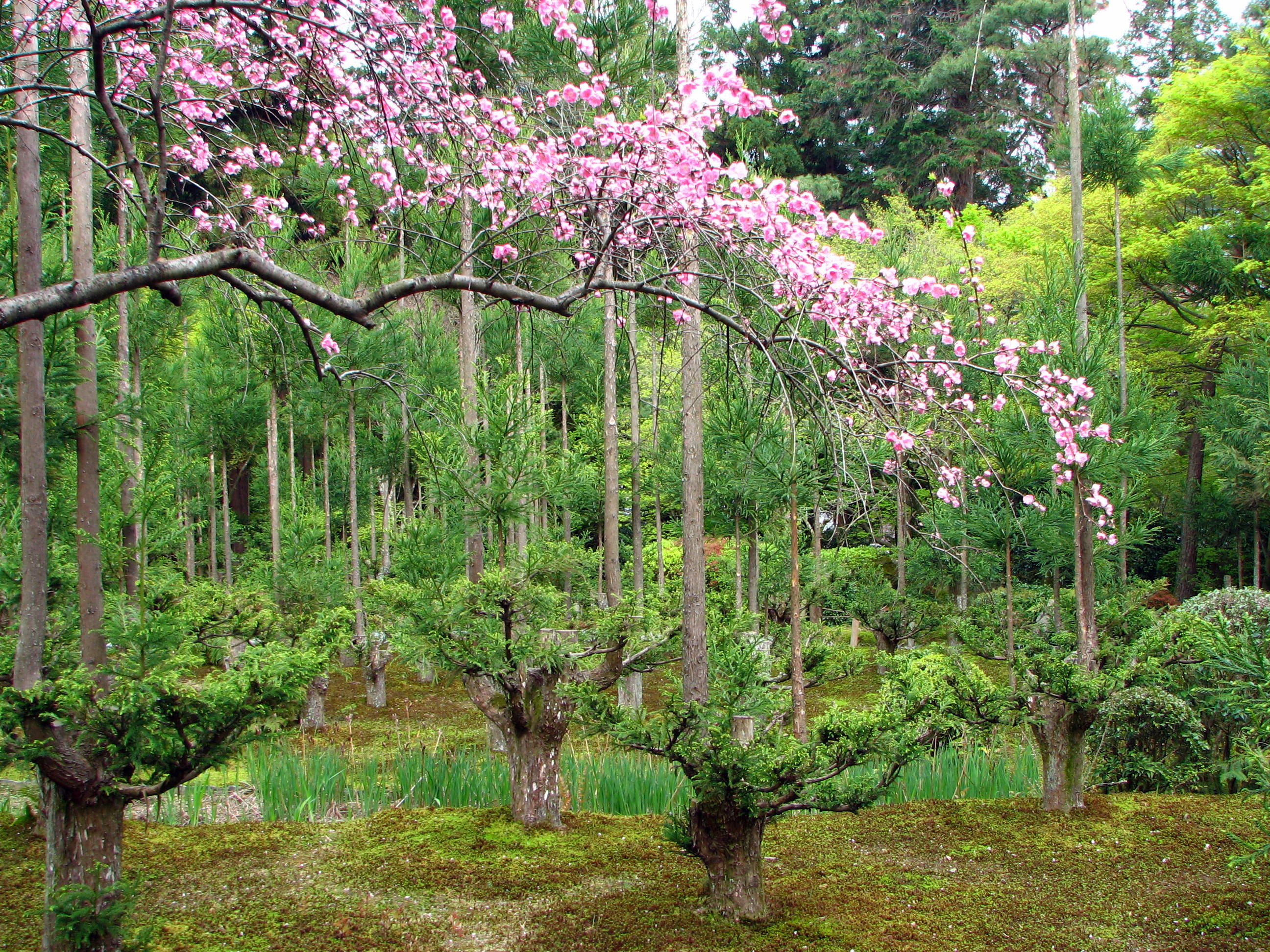
Des arbres taillés à la daisugi à Ryōan-ji.

Le daisugi (台杉) est une technique japonaise de sylviculture de production de bois de construction des cèdres du Japon, le Cryptomeria japonica (杉, sugi). Elle est similaire au taillis ou à la trogne.

## Histoire
À l'époque Muromachi, la construction de maisons de thé dans le style sukiya-zukuri devient à la mode auprès de l'aristocratie japonaise, notamment sous l'impulsion de Sen no Rikyū. Ce type de construction exigeait d'utiliser un grand nombre de grumes extrêmement droites et uniformes. La technique du daisugi aurait alors été développée par les forestiers de Kitayama, au nord de Kyoto, même si les techniques classiques de propagation demeuraient majoritaires dans le pays.

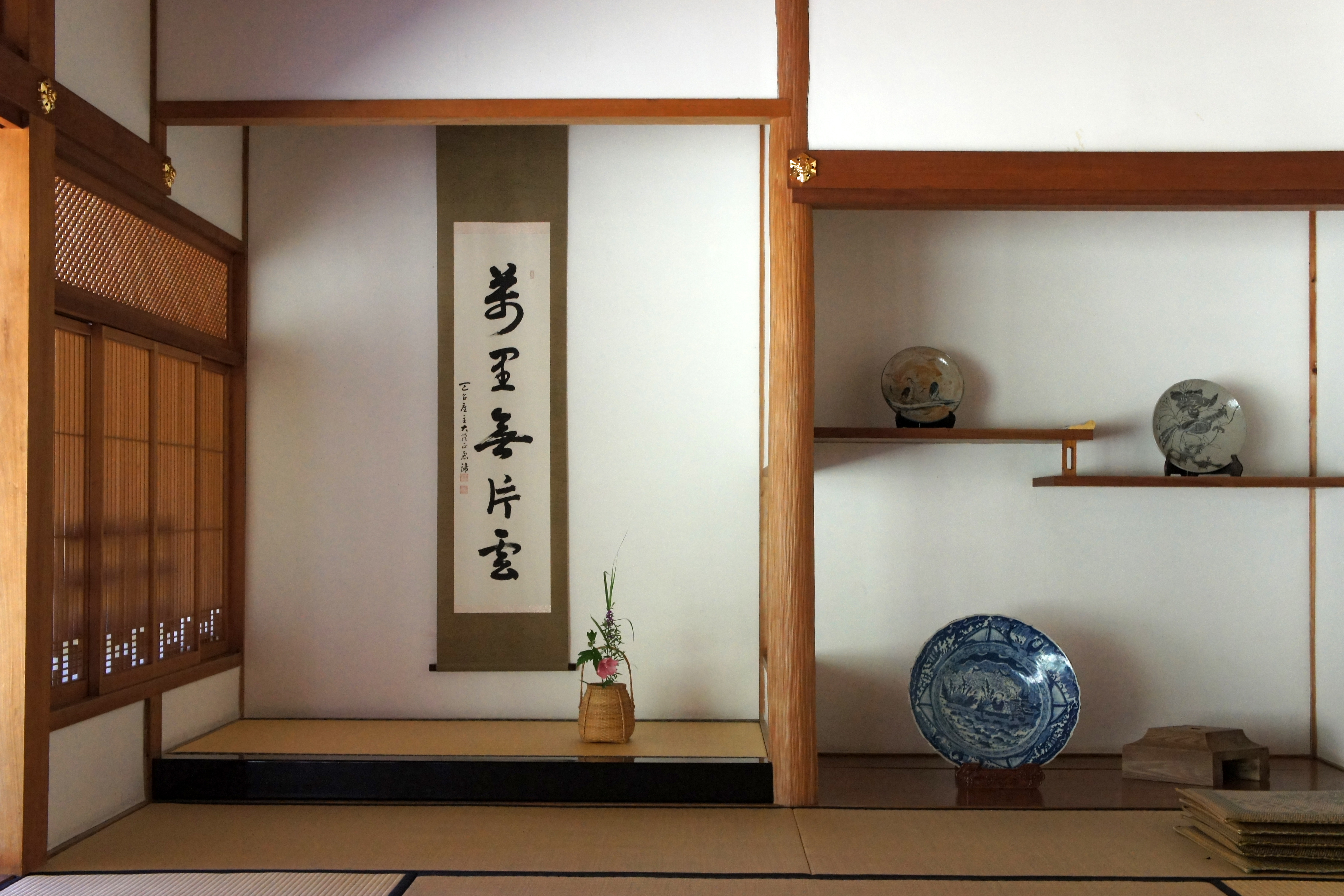
Exemple de daisugi utilisé pour un tokonoma du Kannon-in à Tottori

Cependant, dès le XIVe siècle, la demande en matériaux de construction diminue. Par conséquent et en raison de son aspect esthétique, le daisugi commence à servir pour les cèdres d'ornement dans les jardins japonais.
Le pied de daisugi le plus ancien toujours en vie à 400 ans.

## Technique
Le daisugi profite de la capacité des cryptomères à naturellement produire des troncs très droits ainsi qu'à régénérer des racines à partir de troncs tombés. Cependant, c'est une mutation génétique qui a conduit à l'apparition de cèdres avec une couronne de laquelle part jusqu'à plusieurs douzaines de troncs. Cette mutation, apparue près de Kitayama, est connue sous le nom de shirosugi.
Les troncs doivent être élagués tous les 2 à 4 ans pour conserver la droiture et le faible nombre de nœuds attendus dans le produit final. Les troncs situés au-dessus de la plateforme sont prélevés au bout de 30 ans. Le tronc principal reste donc en vie et peut continuer à produire.
Les troncs récoltés, une fois écorcés puis séchés, sont polis avec du sable, pour produire la surface lisse et ronde qui est caractéristique. On parle alors de Kitayama maruta (北山丸太). Pour générer des motifs spécifiques à la surface des troncs, les forestiers entourent le tronc de formes en plastique pendant 2 à 3 ans avant la coupe pour conformer le bois.

## Postérité
Le daisugi a été désigné arbre officiel de la ville de Kyoto en 1965,.
Le Kitayama-sugi no sato (北山杉の里, littéralement Village du cèdre de Kitayama) à Nakagawa œuvre pour maintenir les techniques du daisugi mais aussi celles plus générales de la sylviculture du cèdre. Les forêts environnantes comptent de nombreux daisugi, notamment vers Sugisaka.

## Comparaison avec les trognes
Le daisugi est une technique utilisée pour produire du bois de construction et sa valeur esthétique, surtout à destination de l'aristocratie. Les trognes sont elles surtout utilisées pour produire du bois de chauffage et du fourrage pour les paysans. Au Japon, ce sont les forêts du satoyama (en) qui jouaient ce rôle.

## Galerie

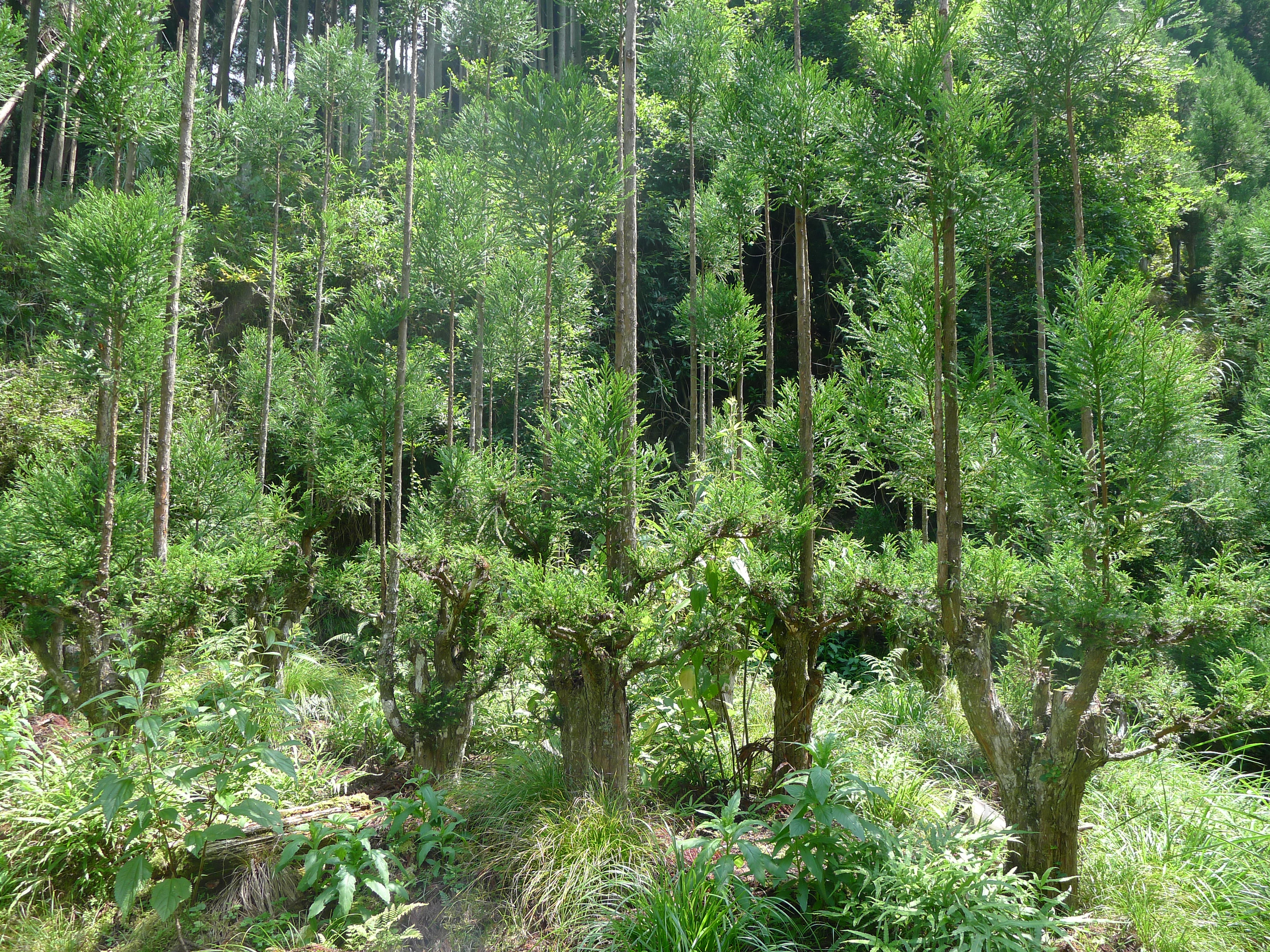
Un jeune arbre daisugi que l'on essaie de faire revivre dans le quartier Sugisaka de Kita-ku (Kyoto).
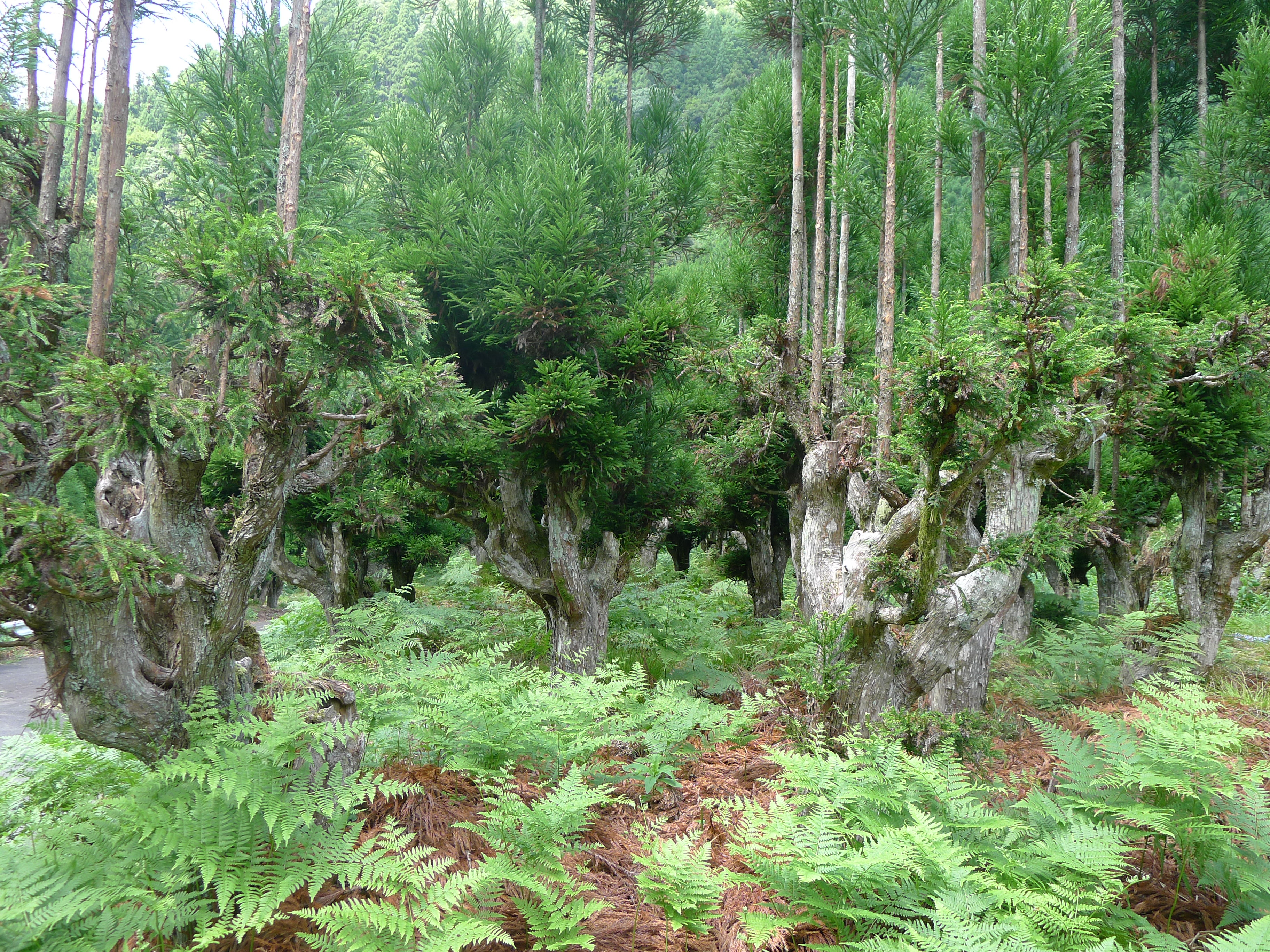
Daisugi dans le quartier Sugisaka de Kita-ku (Kyoto).
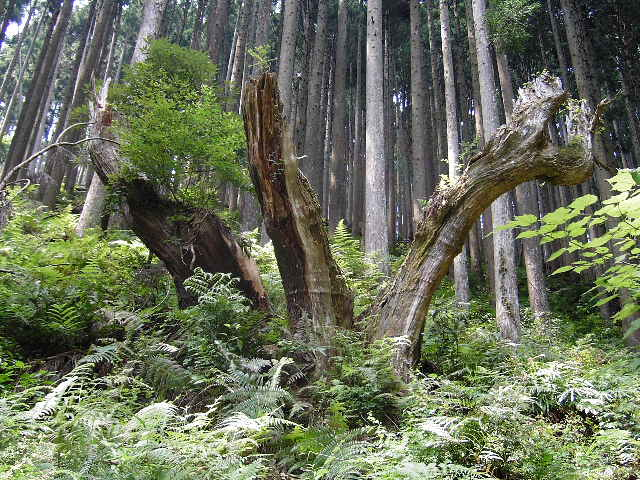
Un vieux daisugi laissé dans les montagnes de Kibune, Sakyo-ku (Kyoto). On peut voir qu'il y avait autrefois beaucoup de daisugi poussant naturellement dans les montagnes de Kibune et de Kurama.